# Nematoplana cannoni
Nematoplana cannoni är en plattmaskart som beskrevs av Curini-Galletti, Oggaina och Casu 2002. Nematoplana cannoni ingår i släktet Nematoplana och familjen Nematoplanidae. Inga underarter finns listade i Catalogue of Life.